# Ralf Hütter
Ralf Hütter (Krefeld, Njemačka, 20. kolovoza 1946.) glavni je pjevač, klavijaturist, osnivač i vođa njemačkog elektroničko glazbenog sastava Kraftwerk. Otkako je Florian Schneider napustio sastav 2008. godine, jedini je prvobitni član sastava.

## Životopis
Hütter je rođen u Krefeldu, Njemačka. Trenutno živi blizu Düsseldorfa, no o njegovom osobnom životu ne zna se mnogo. Upoznao je Floriana Schneidera dok je studirao u Düsseldorfu. Hütter je također bio aktivni biciklist.